# HELLO ~Paradise Kiss~
〈HELLO ~Paradise Kiss~〉(헬로 파라다이스 키스)는 일본 싱어송라이터 YUI의 19번째 메이저 싱글이다.(인디 싱글까지 합하면 20번째 싱글) 이 싱글은 2011년 6월 1일에 발매되었다. 타이틀곡인 〈HELLO ~Paradise Kiss~〉와 커플링곡인 〈YOU〉는 각각 영화 《파라다이스 키스》의 주제가, 엔딩 테마곡으로 타이업되었다. 타이틀곡인 〈HELLO ~Paradise Kiss~〉의 뮤직 비디오에서 YUI 본인이 앞머리를 내린 모습을 처음으로 공개하여 화제가 되었다.

## 수록곡
전체 작사·작곡: YUI
| #             | 제목                                    | 재생 시간 |
| ------------- | --------------------------------------- | --------- |
| 1.            | 〈HELLO ~Paradise Kiss~〉               |           |
| 2.            | 〈YOU〉                                 |           |
| 3.            | 〈It's My Life ~Yui Acoustic Version~〉 |           |
| 4.            | 〈HELLO ~Instrumental~〉                |           |
| 총 재생 시간: | 총 재생 시간:                           | 13:48     |

## 한정반 DVD
초회한정반 DVD에는 다음 영상이 포함되었다.
1. HELLO ~Paradise Kiss~ : Music Video

## 차트 순위
| 차트        | 순위 |
| ----------- | ---- |
| 오리콘 일간 | 3    |
| 오리콘 주간 | 3    |
| 오리콘 연간 |      |